# Acalolepta argentata
Acalolepta argentata là một loài bọ cánh cứng trong họ Cerambycidae.